# Käte Schaller-Härlin

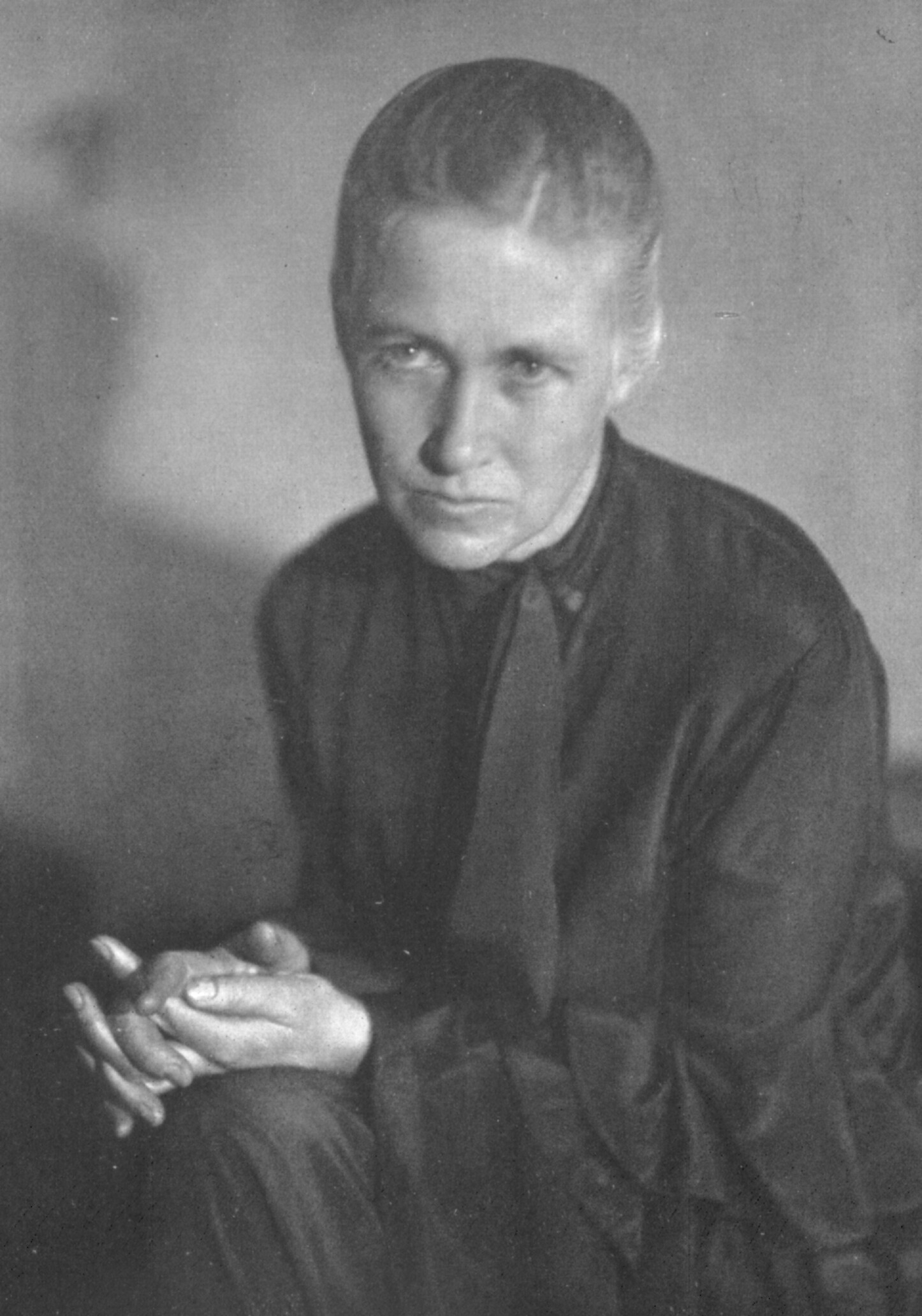
Käte Schaller-Härlin (um 1930)

Käte Schaller-Härlin, geb. Härlin, (* 19. Oktober 1877 in Mangalore im Bundesstaat Karnataka (Indien); † 9. Mai 1973 in Stuttgart-Rotenberg; vollständiger Name: Katharina Maria Schaller-Härlin) war eine deutsche Malerin für Porträts, Stillleben und monumentale Kirchenmalerei.

## Leben

### Jugend und Familie
Härlin war das vierte von acht Kindern des evangelischen Pfarrers und Indien-Missionars Emmerich Härlin und dessen Ehefrau Anna Härlin, geborene Nast. Sie wuchs in Gruibingen auf. Die Keramikerin Dorkas Reinacher-Härlin war ihre jüngere Schwester.

### Ausbildung
Härlin ging in Göppingen auf die weiterführende Schule ihres Onkels, das Härlinsche Töchterinstitut. Um 1893 besuchte sie die Kunstgewerbeschule Stuttgart bei Magdalene Schweizer.
Im Württembergischen Malerinnenverein nahm sie Unterricht im Aktzeichnen bei Rudolf Yelin d. Ä. Von 1900 bis 1904 besuchte sie die Damenakademie des Münchner Künstlerinnenvereins, wo sich die Gelegenheit ergab, in den Zeitschriften Jugend und Meggendorfer Blätter erste Illustrationen zu publizieren. Studienreisen führten zu Beginn des 20. Jahrhunderts nach Italien und Frankreich.
Im Sommersemester 1909 nahm sie Unterricht bei Adolf Hölzel an der Königlichen Akademie der Bildenden Künste in Stuttgart (heute: Staatliche Akademie der Bildenden Künste Stuttgart).
Härlin heiratete 1911 den Stuttgarter Kunsthistoriker und Kunsthändler Hans Otto Schaller (1917 vor Ypern gefallen) und hatte mit ihm die 1913 geborene Tochter Sibylle.

### Porträtmalerin
Schaller-Härlin wurde vor allem als Porträtmalerin bekannt; hiervon konnte sie dank eines großen Netzwerks leben und ihre Tochter Sibylle großziehen. Sie porträtierte viele bekannte Persönlichkeiten wie zum Beispiel Theodor Heuss (Patenonkel ihrer Tochter Sibylle) oder Elisabeth Mann.
1944 wurde ihr Stuttgarter Haus mit Atelier zerstört und sie zog mit ihrer Haushälterin Anna Zaiss nach Eschach um, wo weitere Porträts entstanden. 1950 zog sie in die (von Martin Elsaesser erbaute) Villa Schaller am Rotenberg in Stuttgart, wo sie bis zu ihrem Tod lebte. Noch bis ins hohe Alter saß Käte Schaller-Härlin an der Staffelei, in den 1970er Jahren malte sie vor allem Stillleben.

### Wand- und Glasmalerin in Kirchen
In Zusammenarbeit mit dem Kirchenarchitekten Martin Elsaesser entstanden Wand- und Glasmalereien für verschiedene evangelische Kirchen in Württemberg. Arbeiten dieser Art finden sich beispielsweise in der evangelischen Stadtpfarrkirche in Stuttgart-Gaisburg (1913), in der evangelischen Martinskirche in Oberesslingen (1918), in der evangelischen St.-Blasius-Kirche in Holzelfingen (1909), in der evangelischen Lutherkirche in Baden-Baden Lichtental (1907 und 1910) oder in der Eberhardskirche in Tübingen (1911).
Ihr Werk umfasst Illustrationen, sakrale Wand- und Glasmalerei, Porträts und Stillleben sowie Landschaftsmalerei. Giotto-Studien in Florenz prägten ihren monumentalen Malstil, der zu Beginn ihres Schaffens an die Jugendstil-Malerei anknüpft und sich nach und nach durch die Begegnungen mit dem Werk Henri Matisses, Maurice Denis’ und Paul Cézannes immer wieder modernen Strömungen der Kunst – stets zeitgemäß und nie ungegenständlich – annähert. Besonders zu betonen ist ihre Schlüsselposition als Frau in der sakralen Wand- und Fenstergestaltung.

### Tod
Ihr Grab befindet sich auf dem Stuttgarter Pragfriedhof.

## Ehrungen
- 1968: Verdienstkreuz 1. Klasse der Bundesrepublik Deutschland

## Werke

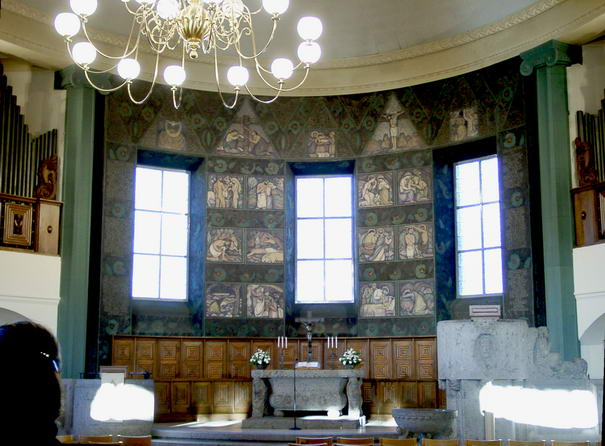
Evangelische Kirche in Stuttgart-Gaisburg

### Sakrale Kunst
- Fresken; Brüstungsgemälde der zwölf Jesusjünger in der Blasiuskirche Holzelfingen
- Wandbilder im Altarraum der Gaisburger Kirche in Stuttgart
- Glasfenster und Wandbilder in der Lutherkirche[5] von Lichtental bei Baden-Baden
- Glasfenster der Martinskirche in Oberesslingen (1918)
- Glasfenster der Evangelischen Stadtkirche in Oberndorf am Neckar
- Glasfenster der Schlosskapelle in Tettnang
- Glasfenster der Dionysiuskirche in Bodelshausen, 1930 gestiftet von Familie Gehring aus Bodelshausen

### Porträts
Es existieren ca. 2000 Porträts von ihr. Unter den Porträtierten waren:
- Theodor Heuss
- Elly Heuss-Knapp
- Hedwig Heuss
- Johannes von Hieber
- Hugo Borst, der große Stuttgarter Kunstsammler
- Erich Schairer von der Stuttgarter Zeitung
- Otto Jüngling, Chirurg
- Walter Rehberg, Pianist
- Martin Elsaesser, Architekt[6]

Ein Selbstbildnis der Künstlerin aus dem Jahre 1923 befindet sich heute mit der Sammlung Hugo Borst in der Staatsgalerie Stuttgart.